# Sahagún (Espagne)
Pour les articles homonymes, voir Sahagún.
Sahagún est une commune d’Espagne, dans la comarque de Tierra de Sahagún, province de León, communauté autonome de Castille-et-León.
C'est une étape sur le Camino francés du Pèlerinage de Saint-Jacques-de-Compostelle.

## Histoire
La ville, appelée Camala à l'époque romaine, doit son nom au martyre des saints Facundo et Primitivo (714), que la piété chrétienne appela Domnos Sanctos (Seigneurs Saints).
Ce nom est devenu plus tard Sanctus Facundus, puis Sant Fagun, ensuite Safagun, et finalement Sahagún, quand le f est devenu un h muet.
La ville est devenue une étape du Pèlerinage de Saint-Jacques-de-Compostelle, à la jonction de la Ruta de Madrid avec le Camino francés.

## Géographie
Le climat est continental, chaud en été et froid en hiver.

## Divisions administratives
La commune regroupe les localités suivantes :
- Arenillas de Valderaduey,
- Celada de Cea,
- Galleguillos de Campos,
- Joara,
- Riosequillo,
- Sahagún (chef-lieu)
- San Martín de la Cueza,
- San Pedro de las Dueñas,
- Sotillo de Cea,
- Villalebrín,
- Villalmán.

## Économie
L'agriculture est la principale richesse, sur les champs plats de la Meseta.

## Culture et patrimoine
Sahagun est un foyer d'architecture mudéjare.

### Pèlerinage de Compostelle
Sur le Camino francés du Pèlerinage de Saint-Jacques-de-Compostelle, on vient de San Nicolás del Real Camino ou de Grajal de Campos par une variante sud plus longue provenant de Carrión de los Condes ou encore depuis la Ruta de Madrid.
La prochaine halte est Calzada del Coto.

### Patrimoine civil et naturel

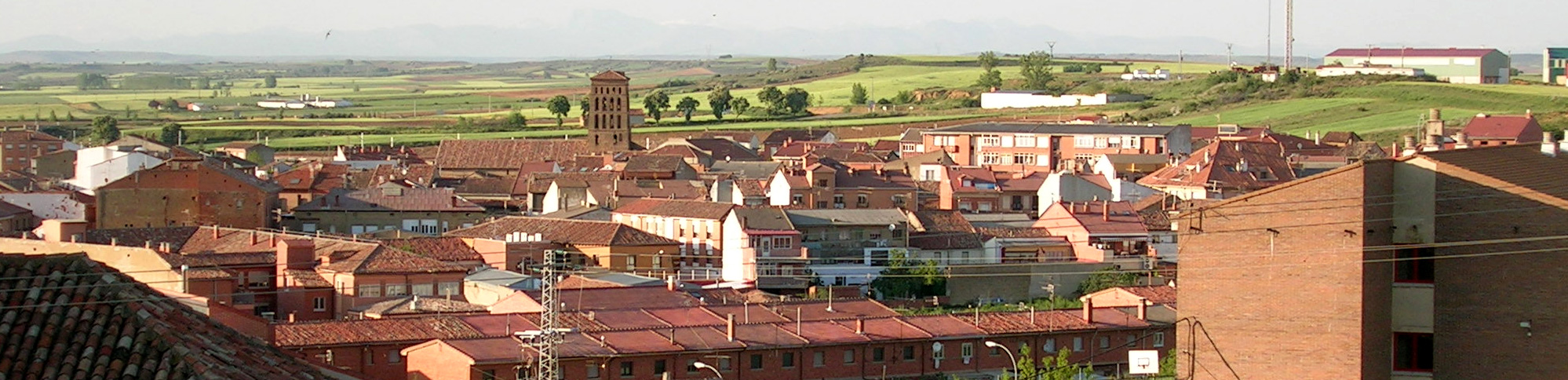
Vue panoramique de Sahagún avec la tour de l'église San Lorenzo.

### Monuments religieux
- Église San Lorenzo,
- Église San Tirso,
- Église La Peregrina,
- Ermitage de la Virgen del Puente.

### Personnalité
- Pedro Anzures (v. 1505-1543), conquistador, y est né.
- Diégo de Prado (v. 1550- v. 1645), cartographe et navigateur, né à Sahagún.

### Sources et bibliographie
- (es) Cet article est partiellement ou en totalité issu de l’article de Wikipédia en espagnol intitulé « Sahagún (España) » (voir la liste des auteurs).
- Grégoire, J.-Y. & Laborde-Balen, L. , « Le Chemin de Saint-Jacques en Espagne - De Saint-Jean-Pied-de-Port à Compostelle - Guide pratique du pèlerin », Rando Éditions, mars 2006,  (ISBN 2-84182-224-9)
- « Camino de Santiago St-Jean-Pied-de-Port - Santiago de Compostela », Michelin et Cie, Manufacture Française des Pneumatiques Michelin, Paris, 2009,  (ISBN 978-2-06-714805-5)
- « Le Chemin de Saint-Jacques Carte Routière », Junta de Castilla y León, Editorial